# Simone Carella
Simone Carella (Carbonara di Bari, 27 novembre 1946 – Roma, 28 settembre 2016) è stato un regista teatrale italiano.

## Biografia
Nel 1960 si trasferì con la famiglia a Roma, dove iniziò a collaborare come aiutoregista con Giancarlo Celli. Dopo una collaborazione con Gino De Dominicis nell'allestimento di performance artistiche entrò nello staff del Beat '72, producendo spettacoli di Giuliano Vasilicò e Memè Perlini e concerti di La Monte Young e Steve Paxton. Come regista, presso il Beat '72 e altri teatri, ha messo in scena opere proprie (Luci della città, Esempi  di  lucidità, Iperurania, Al suo poeta Peppe er Tosto) e di autori quali Peter Handke, Victor Cavallo,  Elio Pagliarani. Ha diretto inoltre opere radiofoniche trasmesse da Rai Radio 3 come Prove d'autore di Harold Pinter,  (con un cameo di Roberto Benigni)  e La borsa della storia vista dal cielo di Valentino Zeichen, con Ennio Fantastichini e Tommaso Ragno. Nel 1978 ideò e organizzò il Festival internazionale dei poeti con Ulisse Benedetti (direttore del Beat '72) e Franco Cordelli, con il sostegno dell'Assessorato alla cultura del Comune di Roma, guidato allora da Renato Nicolini. Ha interpretato sé stesso nel film Estate romana di Matteo Garrone.